# Čačalaka
Čačalaka (Ortalis) je rod hrabavých ptáků z čeledi hokovití (Cracidae). Zástupci tohoto rodu se vyskytují od jihu Spojených států amerických (Texas) přes Mexiko a střední Ameriku po Jižní Ameriku. Jedná se o poměrně běžně se vyskytující, sociální, hlasité ptáky.
Čačalaky vzhledem připomínají vychrtlé slepice s dlouhým ocasem. Jsou to nejmenší zástupci hokovitých a jejich opeření patří k nejfádnějším z hokovitých; hraje především různými odstíny hnědé a šedé barvy, která může být narušena hlavně světlejšími konečky ocasů, případně ručními letkami nebo barevnějším opeřením na hlavě. Na krku a kolem očí mívají malé neopřené části, kde prosvítá různě zbarvená kůže. Typický je pro čačalky hlasitý vokální projev, kterým se hromadně ozývají hlavně kolem úsvitu a za soumraku, kdy se chystají zalézt nebo naopak opustit své hřadoviště. Čačalaky se mohou takto ozývat i 2 hodiny.

## Systematika

### Seznam druhů
Do rodu čačalaka se řadí následující druhy:
| Obrázek | Běžné jméno            | Vědecké jméno         |
| ------- | ---------------------- | --------------------- |
|         | čačalaka obecná        | Ortalis vetula        |
|         | čačalaka šedohlavá     | Ortalis cinereiceps   |
|         | čačalaka hnědokřídlá   | Ortalis garrula       |
|         | čačalaka rudořitá      | Ortalis ruficauda     |
|         | čačalaka rezavohlavá   | Ortalis erythroptera  |
|         | čačalaka Waglerova     | Ortalis wagleri       |
|         | čačalaka západomexická | Ortalis poliocephala  |
|         | čačalaka šedokrká      | Ortalis canicollis    |
|         | čačalaka bělobřichá    | Ortalis leucogastra   |
|         |                        | Ortalis columbiana    |
|         | čačalaka šupinatá      | Ortalis guttata       |
|         |                        | Ortalis araucuan      |
|         |                        | Ortalis squamata      |
|         | čačalaka guyanská      | Ortalis motmot        |
|         |                        | Ortalis ruficeps      |
|         | čačalaka světlebrvá    | Ortalis superciliaris |